# National Oceanic and Atmospheric Administration
National Oceanic and Atmospheric Administration (NOAA) er en videnskabelig etat under det amerikanske handelsministerium, Department of Commerce. NOAA studerer forholdene i havet og i atmosfæren, udgiver vejrkort, udsender advarsler om uvejr og ekstreme vejrforhold, og giver råd i miljøspørgsmål.
NOAA har fem videnskabelige direktorater:
- National Ocean Service – (havtjeneste)
- National Marine Fisheries Service – (fiskeritjeneste)
- National Weather Service – (vejrtjeneste)
- National Environmental Satellite, Data and Information Service – (tjenester for miljøsatellitter, data og information)
- Office of Oceanic and Atmospheric Research – (hav- og atmosfæreforskning)

De videnskabelige direktorater støttes af et antal stabskontorer samt NOAA-korpset (NOAA Commissioned Corps), et paramilitært officerskorps som betjener NOAAs skibe, fly og helikoptere, og tjenestegør i videnskabelige og administrative stillinger.